# Hell Freezes Over
Hell Freezes Over é o segundo álbum gravado ao vivo pela banda Eagles, lançado a 8 de Novembro de 1994. Este álbum está na lista dos 200 álbuns definitivos no Rock and Roll Hall of Fame
O disco contém quatro novas faixas gravadas em estúdio e onze gravadas ao vivo.

## Faixas
1. "Get Over It" (Don Henley, Glenn Frey) - 3:31
2. "Love Will Keep Us Alive" (Pete Vale, Jim Capaldi, Paul Carrack) - 4:03
3. "The Girl from Yesterday" (Frey, Jack Tempchin) - 3:23
4. "Learn to Be Still" (Henley, Stan Lynch) - 4:28
5. "Tequila Sunrise" (Henley, Frey) - 3:28
6. "Hotel California" (Don Felder, Henley, Frey) - 7:12
7. "Wasted Time" (Henley, Frey) - 5:19
8. "Pretty Maids All in a Row" (Joe Walsh, Joe Vitale) - 4:26
9. "I Can't Tell You Why" (Henley, Frey, Schmit) - 5:11
10. "New York Minute" (Henley, Danny "Kootch" Kortchmar, Jai Winding) - 6:37
11. "The Last Resort" (Henley, Frey) - 7:24
12. "Take It Easy" (Jackson Browne, Frey) - 4:36
13. "In the City" (Walsh, Barry De Vorzon) - 4:07
14. "Life in the Fast Lane" (Henley, Frey, Walsh) - 6:01
15. "Desperado" (Henley, Frey) - 4:17